# Felipa Polo Asenjo
Felipa Polo Asenjo (Loranca de Tajuña, 6 de junio de 1911 - Madrid, 25 de abril de 2002), conocida como Felipa o la Felipa, aunque no le gustaba que la llamaran por este último nombre, ya que lo consideraba peyorativo, fue una librera que fundó en Madrid la Librería Felipa, que se hizo muy popular en el mundo universitario de los años 60 y 70 del siglo XX.

## Trayectoria

### Primeros años
Felipa, como le gustaba que la llamaran, nació en Loranca de Tajuña en Guadalajara, aunque su familia era originaria de Yélamos de Arriba (Guadalajara), donde pasó sus primeros años. Cuando tenía pocos meses, murió su padre, Juan, y enseguida su madre, Matea, por lo que la hermana mayor, Juliana, que había nacido en 1899, se hizo cargo de los hermanos; María Jesús, Escolástica, Felipa y Leandro.
Con nueve años, ella y sus hermanos, ingresaron en un convento de monjas en la calle Fuencarral de Madrid, hoy colegio de la Inmaculada, donde pasó a la tutela de doña Pepita, una persona culta con una gran preparación para la época, pues no solo había comenzado la carrera de Derecho, sino que además fue maestra, radiotelegrafista y profesora de sordomudos.
El nombre completo de doña Pepita era Josefa Borrás Ballester, era de origen valenciano y tenía una librería en la calle Jacometrezo; se la consideraba una mujer con gran intuición y talento comercial, pionera en la compraventa de libros de texto usados. Felipa entró con tan solo doce años a su servicio, y con ella aprendió el oficio de compraventa de libros viejos, restauración y reventa.

### De Jacometrezo a Libreros
Al igual que otras pupilas de doña Pepita, desde 1920 trabajó al cargo de una librería que pertenecía a su maestra, a la vez que se iba perfeccionando en el oficio.
La apertura de la Gran Vía y el derribo de algunos edificios, entre ellos parte de la calle de Jacometrezo en donde se encontraba el negocio de doña Pepita, las trasladó a la calle Ceres, calle con mala fama, hecho que aprovechó doña Pepita para obtener un buen precio por un local en alquiler. La proximidad a la Universidad Central hizo que la librería tuviera éxito entre los estudiantes, y propició la creación de otras, con lo que la calle pasó a llamarse de los Libreros. Como veremos, Polo Asenjo fundó más tarde una librería en esa calle, e igualmente, doña Fortunata Ulloa, también discípula, la librería La Fortuna.
Allí, en 1944, tras la muerte de su mentora, en el número 16 de la calle, abrió Polo Asenjo su propio negocio. Estableció asimismo su domicilio justo encima de la librería, comunicando ambos recintos por una escalera interior.

### Librería Felipa
Nació así la Librería Felipa, que se haría muy popular, y que en principio estuvo dedicada a la compra venta de libros. Adquiría libros usados y utilizaba el oficio aprendido para reencuadernarlos antes de venderlos. Posteriormente, empezó a comprar libros nuevos. La librería ocupaba un laberinto desde el sótano hasta el primer piso. Llegó a almacenar más de 100.000 volúmenes de economía, política o literatura y Pío Baroja se contó entre sus clientes. Fue él quien propuso el cambio de nombre a la calle, de Ceres a Libreros.
Felipa Polo tenía fama de ser una mujer seca, pero comprensiva y caritativa con los estudiantes sin recursos. «Mi tía fue una institución para el mundo universitario, una mujer audaz y altruista que prestaba los libros a los jóvenes que no podían costeárselos», recuerda su sobrino nieto, y así fue, pues son numerosas las anécdotas que se recuerdan de ella acerca de su generosidad.
Los que la trataron definen a Felipa como una mujer enérgica y directa en la relación con el público. Llegaron a ser famosas sus frases, algunas de las cuales terminaron colgadas de las paredes de la tienda: «Quítate que tengo más gente»; «si no tienes que hacer nada, no vengas aquí»; «si te haces de miel, te comerán las moscas», cuando le pedían descuentos; o «esas manos que te veo».
Otra de las frases enmarcadas era el homenaje de la tuna: «A Felipa/Nuestra encantadora amiga/y colaboradora/como recuerdo/de la noche del/24 de octubre 1959/La Tuna Universitaria/de Madrid/ Escuela Social/Los Chicos de la Tuna».
Mujer sagaz, tenía la gentileza de adjuntar a cada pedido una carta de su puño y letra en la que agradecía a sus proveedores el trato recibido. Igualmente contestaba personalmente a todos los que se dirigían a ella.

### Ampliación de la librería
El negocio se fue ampliando, los sobrinos de Felipa Polo, Ángel, José y Juan se incorporaron al negocio como empleados de su tía, desarrollando tanto tareas comerciales como complementarias. También adquirieron otros locales en Madrid, para seguir atendiendo a la numerosa demanda.
Hacia el 2000, los sobrinos se habían jubilado, y Felipa, que seguía al pie del negocio, comenzó a resentirse de su salud, por lo que cerraron la librería de la calle Libreros.

### Retiro, fallecimiento y legado
El 25 de abril de 2002 falleció Felipa, siendo enterrada en Yélamos de Arriba junto a su hermana mayor, Juliana Polo.
Su sobrino nieto, Juan José Asensio Hita, hijo de José, trasladó el negocio al barrio de Prosperidad, a la calle Pilar de Zaragoza, 37, desde donde sigue con el oficio de encontrar ejemplares difíciles desde una amplia librería moderna.

## Reconocimientos
El 23 de abril de 2018, Día del Libro, el Ayuntamiento de Madrid la homenajeó colocando una placa en la casa donde había tenido su librería y su vivienda, donde se puede leer: «Felipa Polo Asenjo, ‘La Felipa’ (1911-2002). Amiga de los estudiantes y los amantes del libro». El acto contó con la presencia de Jorge García Castaño, concejal del distrito, Luis Regino Mateo del Peral, miembro numerario del Instituto de Estudios Madrileños, y el citado Juan José Asenjo Hita, sobrino nieto y heredero de Felipa.
Aunque vivió prácticamente toda su vida en Madrid, siempre se consideró alcarreña, por lo que el Ayuntamiento de Yélamos proyecta construir una biblioteca con su nombre.

### Historia de la Librería Felipa y de la calle de los Libros de Madrid
El reconocimiento a la labor de Felipa Polo no se limita a una placa, ya que en 2014 apareció el libro Historia de la Librería Felipa y de la calle de los Libros de Madrid, del que se suceden las ediciones. Se trata de un ensayo que relata la evolución de la librería durante su más de medio siglo de existencia, aliñada con el anecdotario que acompañó a la protagonista y una memoria gráfica con fotografías en blanco y negro.
El origen de este libro está en un artículo publicado por Luis Regino Mateo del Peral, profesor de Historia de la UNED publicó en la Revista Madrid Histórico, n.º 48, en diciembre de 2013. Mateo del Peral había sido cliente de la librería en su época de estudiante de Ciencias Políticas, y el artículo surgió tras encontrarse casualmente con el sobrino nieto de la librera.
Este reportaje tuvo gran éxito y desembocó en varios coloquios en bibliotecas de Madrid y otros artículos sobre la figura de la librera. Finalmente, Asenjo Hita, sobrino nieto de Felipa, propuso a Mateo del Peral, escribir el libro sobre su tía. El prólogo corrió a cargo del exalcalde de Madrid José María Álvarez del Manzano. Para el autor «trabajar en este libro fue una experiencia maravillosa y hace justicia a una persona buena y humilde, siempre dispuesta a ayudar a los demás, que llegó a ser un referente en el mundo del libro».
A raíz de la buena acogida del libro, la familia de Felipa decidió solicitar, con la colaboración del autor, una placa conmemorativa al Ayuntamiento de Madrid en recuerdo de la librera. La iniciativa fue impulsada por Pedro Corral, concejal en el Ayuntamiento madrileño en 2014, contó después con la implicación del equipo de Manuela Carmena, consiguiéndose en 2018, como se ha dicho arriba.